# Vitos GmbH
Die Vitos gGmbH ist eine Unternehmensholding (gemeinnützige GmbH) und gehört zu den großen Klinikbetreibern in Deutschland. Der Landeswohlfahrtsverband Hessen (LWV) ist Alleingesellschafter. Sitz ist Kassel in Hessen.
Insgesamt verfügt der Konzern über 6200 Betten und Plätze. Das jährliche Umsatzvolumen beträgt ca. 950 Mio. Euro. Etwa 11.000 Mitarbeitende behandeln und betreuen jährlich etwa 43.000 Patienten und Patientinnen stationär/teilstationär und 173.000 Patienten und Patientinnen ambulant. Vitos ist Leistungserbringer im Rahmen der Eingliederungshilfe in Hessen. Vitos ist in Hessen an ca. 60 Standorten vertreten.

## Geschichte

### Gründung
Am 1. Januar 2008 wurde durch den LWV Hessen zunächst die LWV-Gesundheitsmanagement GmbH als Holding gegründet. Im gleichen Jahr richtete sich die Unternehmensgruppe neu aus und firmiert seit März 2009 unter Vitos GmbH. Auch die Tochtergesellschaften und ihre Einrichtungen tragen seitdem den gemeinsamen Namen Vitos als Bestandteil ihres Namens.
„Vitos“ ist ein Kunstwort, das aus „vita“ (lateinisch) und „bios“ (griechisch) zusammengefügt wurde. Beides bedeutet „Leben“. Der gemeinsame Name ist allen Einrichtungsnamen vorangestellt.

### Vitos Weil-Lahn
Vitos Weilmünster und Vitos Hadamar verschmolzen zum 1. September 2016 zu einer Gesellschaft. Bis dahin waren Vitos Weilmünster und Vitos Hadamar eigenständig, auch wenn sie (gemeinsam mit Vitos Herborn) bereits seit längerem unter einer zentralen Geschäftsführung standen und eine zusammengeführte Verwaltung hatten.
Mit der Verschmelzung war auch eine Umbenennung verbunden, die mit einem neuen und gemeinsamen Namen die Zusammengehörigkeit verdeutlicht. Die zusammengewachsene Gesellschaft firmiert mit Vitos Weil-Lahn gemeinnützige GmbH.
Im Gegensatz zur übergeordneten Gesellschaft behalten die am Standort vertretenen Kliniken und Einrichtungen ihre etablierten Namen. Auch die Standortstruktur beider Gesellschaften bleibt nach der gesellschaftsrechtlichen Fusion unverändert bestehen.
Die Zusammenlegung war vor dem Hintergrund von Restrukturierungen im Vitos-Konzern ein Schritt zur Absicherung einer stabilen Krankenhausversorgung im Landkreis Limburg-Weilburg. Zudem vereinfacht die Verschmelzung Verwaltungs-, Management- und Kommunikationsstrukturen.

### Vitos Teilhabe
Vitos Kalmenhof bildet mit der Vitos Hochtaunus gemeinnützige GmbH und der Vitos Rheingau gemeinnützige GmbH einen regionalen Verbund mit gemeinsamer Geschäftsführung. In diesem Verbund sind ca. 1300 Beschäftigte tätig.
Die bisher von Vitos Haina, Herborn, Kurhessen, Riedstadt und Weilmünster geführten Heilpädagogischen Einrichtungen wurden zum 1. Januar 2016 in der Vitos Kalmenhof gGmbH gebündelt. Unter dem neuen Namen Vitos Teilhabe werden zukünftig hessenweit über 600 Menschen mit geistiger und mehrfacher Behinderung in stationären, teilstationären und ambulanten Angeboten betreut.

### Vitos Gießen-Marburg
Zur Vitos Gießen-Marburg gGmbH gehören das Vitos Klinikum Gießen-Marburg (mit den Kliniken für Erwachsenenpsychiatrie in Gießen und Marburg, einer Klinik für Kinder- und Jugendpsychiatrie in Marburg und der Klinik für Psychosomatik Gießen), außerdem die Vitos begleitenden psychiatrischen Dienste Marburg, die Übergangseinrichtung in Gießen zur Betreuung und Begleitung von Drogenabhängigen nach dem Entzug sowie die Vitos Schule für Gesundheitsberufe Oberhessen, die die Ausbildung von Nachwuchs-Pflegekräften übernimmt. Das gemeinnützige Unternehmen beschäftigt rund 1.000 Mitarbeiter. Den Namen Vitos tragen die Kliniken und Einrichtungen ebenfalls seit 2009. Auf den Vitos Geländen in Gießen und Marburg sind jedoch bereits seit 1876 (Marburg) bzw. seit 1911 (Gießen) psychiatrische Kliniken ansässig.

## Behandlungsspektrum
Die Behandlung von Erwachsenen, Kindern- und Jugendlichen in psychiatrischen Kliniken und Kliniken für forensische Psychiatrie ist Kernaufgabe des Konzerns. Mit 3357 stationären und teilstationären Betten bzw. Plätzen ist er Hessens größter Anbieter für die ambulante, teil- und vollstationäre Behandlung psychisch kranker Menschen.
Körperlich erkrankte Menschen werden in somatischen Fachkliniken mit insgesamt 325 Betten behandelt.
2044 weitere Plätze verteilen sich auf die begleitenden psychiatrischen Dienste für Menschen mit einer seelischen Behinderung (768 Plätze), die heilpädagogischen Einrichtungen für Menschen mit geistiger Behinderung (497 Plätze) sowie die sozialpädagogischen Angebote für Jugendliche (779 Plätze).

## Tochterunternehmen
Tochtergesellschaften der Vitos GmbH
- Vitos Gießen-Marburg gGmbH, Gießen, Marburg
  - Vitos Klinikum Gießen-Marburg mit:
    - der Vitos Klinik für Psychiatrie und Psychotherapie Gießen
    - der Vitos Klinik für Psychosomatik Gießen
    - der Vitos Klinik für Psychiatrie und Psychotherapie Marburg
    - der Vitos Kinder- und Jugendklinik für psychische Gesundheit Marburg (vormals Vitos Klinik Lahnhöhe)

  - Vitos begleitende psychiatrische Dienste Marburg
  - Vitos Übergangseinrichtung Gießen
  - Vitos Schule für Gesundheitsberufe Oberhessen
- Vitos Herborn gGmbH, Herborn
  - Vitos Klinik für Psychiatrie und Psychotherapie
  - Vitos Klinik für Psychosomatik
  - Vitos Klinik Rehberg, Klinik für Kinder- und Jugendpsychiatrie, Psychosomatik und Psychotherapie
  - Vitos begleitende psychiatrische Dienste Herborn
  - Vitos Schule für Gesundheitsberufe Mittelhessen (im Verbund mit Vitos Herborn und Vitos Weilmünster)
- Vitos Klinik für Psychiatrie und Psychotherapie Hadamar
  - Klinikum Weilmünster
- Vitos Hochtaunus gGmbH, Friedrichsdorf
- Vitos Rheingau gGmbH, Eltville am Rhein
- Vitos Haina gGmbH in Haina
  - Kloster Haina
- Vitos Heppenheim gGmbH, Heppenheim
- Vitos Riedstadt gGmbH, Riedstadt
  - Philippshospital Riedstadt
- Vitos Kurhessen gGmbH, Bad Emstal
- Vitos Orthopädische Klinik Kassel gGmbH, Kassel
- Vitos Service GmbH
- Vitos digitale Gesundheit GmbH
- Vitos Teilhabe gGmbH, Idstein
  - Kalmenhof